# Nephrotoma cornicina cornicina
Nephrotoma cornicina cornicina is een tweevleugelige uit de familie van de langpootmuggen (Tipulidae). De ondersoort komt voor in het Palearctisch, Nearctisch en Oriëntaals gebied.